# Гелерт
Гелерт (нім. Gehlert) — громада в Німеччині, розташована в землі Рейнланд-Пфальц. Входить до складу району Вестервальд. Складова частина об'єднання громад Гахенбург.
Площа — 5,19 км2. Населення становить 621 ос. (станом на 31 грудня 2020).